# Хермон
Хермо́н, или Эш-Шейх, также Ермо́н (араб. جبل الشيخ‎ — Дже́бель-эш-Шейх, букв. «гора шейха»; ивр. הר חרמון‎ — Хермо́н; происходит, вероятно, от חרם‎ [хе́рем] — «запрет») — горный массив в горной цепи Антиливан. Наивысшая точка — 2814 м над уровнем моря — является также самой высокой точкой всего Антиливана. Длина массива около 60 км, площадь около 1000 км². Эш-Шейх входит в водосборный бассейн трёх основных источников реки Иордан — Эль-Хасбани, Дан и Банияс. Южные склоны хребта, снижаясь, частично переходят в Голанские высоты.
Согласно Библии, гора Ермон находится на земле, принадлежавшей, вместе с Голанскими высотами и областью Васан одному из колен Израилевых, колену Манассии (Нав. 20:8).
До 1967 по хребту проходила граница Сирии и Ливана. В ходе Шестидневной войны 1967-го года южные склоны Хермона были завоёваны Израилем вместе с Голанскими высотами и позже, в 1981 году, провозглашены частью суверенной израильской территории по «Закону о Голанских высотах». Большая часть международного сообщества считает израильское присутствие в этом районе незаконным (в соответствии с резолюцией Совбеза ООН 497 от 17 декабря 1981 года).
Во время Войны Судного дня израильский укрепленный пункт на Хермоне был захвачен сирийскими войсками, а затем отбит Израилем обратно. Бои за вершину горы продолжались семь месяцев во время войны на истощение на сирийском фронте, пока израильские войска не оставили вершину Сирии в 1974 году в результате соглашения о разделении сил.
8 декабря 2024, после свержения режима Башара Асада и прихода к власти в Сирии исламистской группировки Хайят Тахрир аш-Шам, израильские войска перешли линию разграничения, заняв части горы, остававшиеся под сирийским контролем.

## Хермон и Израиль
До начала декабря 2024 года Израиль контролировал 70 км² горного массива, что составляет около 7% его общей площади. Хермон является самой высокой горой и единственным местом под контролем Израиля, где можно заниматься зимними видами спорта. Большая часть этой территории является заповедником. Также там расположены четыре населённых пункта: Неве-Атив, Нимрод, Мадждаль-Шамс и Эйн-Киние.
Для обороны Хермона было создано единственное в Израиле подразделение альпинистов, которое в 1973 году отбило сирийскую вершину Хермона у захвативших её сирийских коммандос.

## Хермон в религии
Хермон упоминается в Ветхом Завете: «И взяли мы в то время из руки двух царей Аморрейских землю сию, которая по эту сторону Иордана, от потока Арнона до горы Ермона, — Сидоняне Ермон называют Сирионом, а Аморреи называют его Сениром» (Втор. 3:8-9). В ветхозаветной апокрифической Книге Еноха говорится что ангелы, возжелавшие войти к дочерям человеческим, скрепили свои намерения именно на этой горе: «И они спустились на Ардис, который есть вершина горы Ермон; и они назвали её горою Ермон, потому что поклялись на ней и изрекли друг другу заклятия» (Книга Еноха 2:1-6).
Ряд современных богословов считает, что гора Хермон являлась горой Преображения Иисуса Христа. Например, такого мнения придерживается автор популярных «Комментариев к Новому Завету» Уильям Баркли.